# 藤本幸利
藤本 幸利（ふじもと ゆきとし、1972年3月9日 - ）は関西を拠点に活動するナレーター、イベントMC、ラジオパーソナリティ。セイ プロダクション所属。

## 人物・来歴
音楽に囲まれた幼少期を過ごし、小学生の時には大阪放送児童合唱団に所属していた。この経験から将来は音楽に関係する仕事をしたいと考えるようになる。
アメリカ留学後に一時期はアパレル業界に身を置くも、28歳の時にセイ・アカデミーに入学。CDショップで働きながら2000年ごろからDJやCMナレーションとしての活動を開始した。
中低音のゆったりと落ち着いた声が特徴だが、スピード感のある喋りやキャラクター芝居もこなす。
現場の空気を感じ取ったアドリブや思いやりに溢れたトークに長けているため、長時間のパーティーイベントやブライダルMCを任されることも多い。
ものまね、音ものまね、パーカッション、格闘技などを特技とするが、特にものまねのクオリティは高く、猫・鳩・牛ガエル・クマゼミ・志村けん・滝口順平（ドクロベエ、「ぶらり途中下車の旅」ナレーション）などをレパートリーに持つ。
趣味は映画鑑賞、音楽鑑賞、ドラム、ライブに行くこと、すること。洋楽に造詣が深い。
また無類のパン好きとしても知られ、クイニーアマン、塩パン、伊丹市で売られている「村重パン」を推している。
後進の育成にも力を注いでおり、専門学校での指導のほか、中学生に対して仕事の魅力を伝える活動も行なっている。
愛猫の名前は「小鉄」。由来は『じゃりン子チエ』に登場する「小鉄」から。

## 出演

### ラジオ

#### 現在
- サタデーハッピーモーニング（エフエムいたみ、土曜 9:00 - 11:45）

#### 過去
- ハッピーシティ～こちらHOTスタジオ794（エフエムいたみ）
- 阪神なんば線開業10周年記念ラジオドラマ（FM大阪）
- LAUGH&MUSIC SPECIAL WEEKキックオフ特別番組（FM大阪）

### テレビ

#### 過去
- 情報BOXワイドたかつき（J:COM、ナレーション）
- せのぶら本舗（朝日放送テレビ、ナレーション）
- あなたのブツが、ここに（NHK総合、ニュースキャスターの声役）
- NHKスペシャル「南海トラフ巨大地震」【第1部】（NHK総合、教授の声役）
- 科捜研の女 第14シリーズ（朝日放送テレビ、殺人事件現場のリポーター役（第8話））
- 科捜研の女スペシャル（朝日放送テレビ、ニュースキャスターの声役）
- じゅんいちダビッドソンの世界ドリームツアーズ PartⅡ―夢の伸びしろ魅せますね～―（BS朝日、ナレーション）
- 全日本ビーチバレー女子選手権大会（J:COM）
- タイガースV特急（ベイ・コミュニケーションズ、ナレーション）
- とんねるずのみなさんのおかげでした「細かすぎて伝わらないモノマネ選手権」（フジテレビ）
- バリバラ（NHK Eテレ、ナレーション）
- MUSIC MASTER（J:COM、ナレーション）
- パチFUN！（長野放送、ナレーション）

### 映画
- 14の夜（ラジオDJ役）
- 嘘八百「京町ロワイヤル」「なにわ夢の陣」（通販番組司会者役）
- 時代劇 天才脚本家 梶原金八（ラジオの声役）
- 雑魚どもよ、大志を抱け！（ニュースキャスター声役）

### CM

#### テレビ
- 匠本舗
- 近江八幡市
- GLIONグループ
- エイチ・アイ・エス
- ミサワホームイング近畿
- トヨタホーム
- クラブズー東京
- 高知信用金庫
- 阪神タイガース熱血応援ビデオ
- JEUGIA（親子編、父親役）

#### ラジオ
- 阪神自動車学院
- 和食さと
- パナソニック
- 象印
- ケイ・オプティコム
- プーマ
- 浜崎あゆみ コンサート告知
- 劇団四季
- 映画『SP』
- 恩地食品
- ニュースサービス日経
- オズワーク
- KSG
- 大栄エンジニアリング
- ヤナセ
- アズモールシティー神戸
- アズループレシオ
- BIG STEP
- 千僧駐屯地 盆踊り大会
- 関西スーパー

### ナレーション
- 立教開宗の書　教行信証《坂東本》の世界
- 国立循環器病研究センター「純国産・医療用高性能マスクの共同開発プロジェクト」
- 「パスカル・ル・ガック」ブランドムービー
- 日立造船グループ「水素発生装置・メタネーション装置」
- 日本美術-国宝「源氏物語関屋澪標図屏風」（俵屋宗達、光源氏役）
- ドギーマンWeb CM
- ローム株式会社
- 「セコム安否確認サービス」紹介動画（テレワーク編）
- 時の交響詩（シンフォニックポエム）
- サンメゾン千里桃山台
- 田中シビルテック
- 長浜曳山祭
- 堺市立総合医療センター「新時代の手術へ−手術支援ロボットダビンチ」
- 昭和電機「走力トレーニング装置 Dream Hunter」
- Jeep
- LUCUA大阪
- 丸大食品
- キリン堂（「めぐりさぷり」店員役他、「中脂サポーターWシリーズ」ナレーション）
- マイドーム大阪
- 西宮神社
- 科捜研の女（テレビ朝日）
- 捜査地図の女（テレビ朝日）
- 灰色の虹（テレビ朝日）
- 新・おみやさん（テレビ朝日）
- 火車（テレビ朝日）
- スカパー時代劇チャンネル「闇の狩人」
- 夢見るフランス絵画展
- スカパー! ログ×メン -COCOAOTOKO-
- 教育マニュアル スライド用
- レモールショッピング（テレビ大阪）
- 007カジノロワイヤル
- ジョーシン
- 宝塚歌劇団 太王四神記
- 佐川急便
- ザチャンス
- ロテルデュラク
- 伊丹市立こども文化科学館 キャラクターナレーション
- 清水三年坂美術館
- レゴランド『またきてマーチ』

### イベント
- GFO BAND LIVE MC
- 3150FIGHT vol.4前日計量・記者会見
- デヴィ夫人・藤岡弘、・小林稔侍・風間トオル 他 トークショー
- 日清食品ホールディングス主催 運動会ＭＣ
- スイム駅伝
- クボタ式典
- フリーダム
- 大阪エヴェッサ アリーナDJ
- 大阪・北ヤード ナレッジキャピタルトライアル2009 MC
- SWATCH　FIVB　ビーチバレーワールドツアー08 MC
- InterBEE カノープス株式会社 メインステージMC
- ウィナーズグループMC
- 関西物流展

### 企業VP
- なかみち皮膚科クリニック二条駅前
- メディエントランス株式会社
- モリ工業
- 大商工業株式会社

### ゲーム
- プロ野球スピリッツ（タイトルコール）

### その他
- セイの裏技！第2回「藤本幸利／細かすぎて伝わらないモノマネ 」（セイポッド）[7]
- HardRock CAFE OSAKA（VJ）
- 配信ステーション　カステラ「The First Fujimoto」
- 非常放送「火災」[8]
- ラ・セレナ（館内DJ）
- 京阪電気鉄道 駅構内放送